# Fuiste mía un verano (álbum)
Fuiste mía un verano es el álbum debut del director de cine, actor y cantautor argentino Leonardo Favio, editado en 1968.
Las canciones de este álbum fueron utilizadas como banda sonora de la película hómonima de 1969, donde también actúa el propio Favio. Fue lanzado por CBS Records.

## Detalles
El disco fue editado el 26 de noviembre de 1968, y significó un éxito internacional para el cantautor, quien tenía tras suyo una carrera como cineasta de culto, lo que significó una transformación en su actividad artística, dedicándose exclusivamente a la música a partir de ese momento hasta bien entrados los años 70.
En el LP están incluidos varios temas icónicos del artista, compuestos por el mismo como el tema homónimo «Fuiste mía un verano», «O quizás simplemente le regale una rosa», «Ella... ella ya me olvidó», «Quiero aprender de memoria», «Ni el clavel, ni la rosa», entre otros, además de una versión de «Para saber como es la soledad», de Luis Alberto Spinetta y Edelmiro Molinari. Es considerado uno de los mejores discos del género, y el más vendido y exitoso del artista argentino.

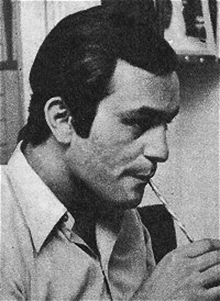
Leonardo Favio tomando mate. Entrevista de 1968 para la revista argentina Primera Plana.

En noviembre de 2018, coincidiendo con el 50 aniversario del álbum, Sony Music Argentina lo reeditó en formato CD remasterizado con bonus tracks, y en LP de vinilo remasterizado.

## Lista de temas
1. "Así es Carolita... (Con suficiente folklore como para que también la conozcan los turistas)"
2. "Amanecer y la espera"
3. "Ella... ella ya me olvidó, yo la recuerdo ahora"
4. "Ni el clavel, ni la rosa"
5. "Fuiste mía un verano"
6. "No ser Dios y cuidarlos"
7. "Quiero aprender de memoria"
8. "Para saber como es la soledad"
9. "Anny"
10. "Alguna vez una canción (Qué tal?)"
11. "O quizás simplemente le regale una rosa"